# حي أزال السبعين (صنعاء)

تعديل مصدري - تعديل

حي آزال أحد أحياء مديرية السبعين في محافظة أمانة العاصمة اليمنية. بلغ عدد سكانه 11537نسمة حسب التعداد السكاني في اليمن لعام 2004.

## الحارات
| الحارة                      | عدد المساكن | عدد الأسر | الذكور | الأناث | الإجمالي |
| --------------------------- | ----------- | --------- | ------ | ------ | -------- |
| حارة شهداء السبعين الشمالية | 661         | 640       | 1668   | 1499   | 3167     |
| حارة نوبة معياد             | 966         | 915       | 3120   | 2548   | 5668     |
| حارة السلام                 | 465         | 437       | 1442   | 1260   | 2702     |
| الإجمالي                    | 2092        | 1992      | 6230   | 5307   | 11537    |